# Assidat zgougou
L'assidat zgougou ou assida zgougou (arabe : عصيدة الزقوقو), littéralement « crème de pin », est un dessert tunisien. Il est préparé à l'occasion de la fête du Mouled.

## Origine
L'assida tunisienne partage des similarités avec les différentes préparations d'assida que l'on retrouve ailleurs dans la région MENA. Néanmoins, selon l'historien Abdessatar Amamou, l'assida locale est un mets d'origine berbère — donc rattachée à la cuisine berbère — et serait héritée de la culture autochtone de l'Ifriqiya.
L'utilisation du zgougou, les graines du pin d'Alep, remonterait à la fin du XIXe siècle et au début du XXe siècle au cours d'une période de famine conséquente aux années de sécheresse durant lesquelles des Tunisiens ont découvert que ce produit forestier peut être utilisé dans l'alimentation.

## Préparation
Dans la Tunisie du Nord, l'ingrédient principal de l'assida tunisienne est la farine de blé, tandis que la recette traditionnelle dans le Sud utilise la farine d'orge. D'autres régions, comme certaines localités du cap Bon, utilisent traditionnellement la farine de sorgho,. La crème est préparée à partir de graines de pin d'Alep. 
Cette crème est versée à chaud dans des bols et recouverte de crème dessert à base de lait, d'amidon, de sucre et d'un peu d'essence de fleur d'oranger puis décorée d'amandes entières ou pilées, de petits bonbons, de pignons ou d'autres fruits secs.
Il existe des recettes plus traditionnelles et d'autres plus modernes ou industrielles. Elle varient en fonction des régions et des coutumes et habitudes culinaires.

## Diététique
Selon l'Institut national de la consommation, 100 grammes fournissent près de 595 calories, soit 25 % de l'énergie quotidienne nécessaire à un adulte, et 275 calories sans les ornements.

## Usages
Dans la tradition, les Tunisiens s'échangent des bols d'assidat entre voisins et membres de la famille, rendant ainsi la décoration des bols d'assidat aussi importante que le goût de la recette. Beaucoup utilisent toutes sortes de fruits secs pour varier les formes décoratives et leurs couleurs (pistaches, noix, noisettes, etc.). Des variantes de l'assidat zgougou existent également, remplaçant la crème de pin par de la crème de noisettes, de pistaches ou d'autres fruits secs.
Cette crème est traditionnellement préparée à l'occasion de la fête du Mouled.